# Volby do Senátu Parlamentu České republiky 2008

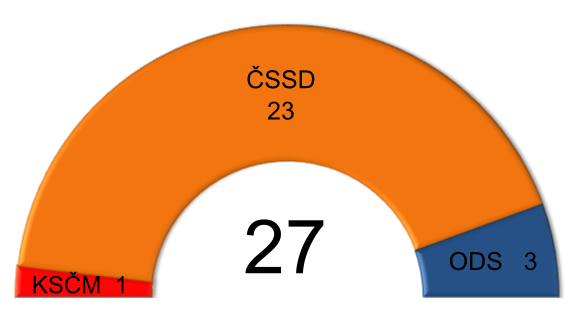
Zisk mandátů (27): ČSSD 23, ODS 3, KSČM 1.

Volby do Senátu Parlamentu České republiky 2008 (Senátní volby 2008), se uskutečnily v polovině října 2008. Volby probíhaly podle Ústavy České republiky a dalších zákonů. Volila se třetina Senátu, obměnilo se tedy 27 z 81 mandátů.
První kolo senátních voleb se konalo současně s krajskými volbami v pátek 17. října (od 14.00 do 22.00 h) a sobotu 18. října (v době od 8.00 do 14.00 h). Druhé kolo voleb se podle zákona konalo v 26 obvodech, kde v prvním kole žádný kandidát nezískal nadpoloviční většinu platných hlasů  o týden později ve stejných časech. Jediným senátorem zvoleným již v prvním kole byl Radek Sušil (nestraník za ČSSD) v obvodě č. 75 – Karviná.
Volit do Senátu v každém kole mohl každý občan České republiky, který aspoň druhý den voleb dovršil 18. rok věku. Senátorem mohl být zvolen každý občan České republiky, který aspoň druhý den voleb dosáhl věku 40 let.
O 27 mandátů usilovalo 200 kandidátů.

## Tabulkový přehled[4]
| Politický subjekt                                    |                   |           | 1. kolo   | 1. kolo       | 2. kolo   | Celkem  | Bilance | Celkem mandátů |
|                                                      | Končících mandátů | Kandidátů | Zvolených | Postupujících | Zvolených | mandáty | mandátů | v Senátu       |
| ---------------------------------------------------- | ----------------- | --------- | --------- | ------------- | --------- | ------- | ------- | -------------- |
| Česká strana sociálně demokratická                   | 7                 | 27        | 1         | 25            | 22        | 23      | +16     | 29             |
| Občanská demokratická strana                         | 9                 | 27        | 0         | 20            | 3         | 3       | -6      | 36             |
| Komunistická strana Čech a Moravy                    | 1                 | 27        | 0         | 1             | 1         | 1       | 0       | 3              |
| Křesťanská a dem. unie - Čsl. strana lidová          | 3                 | 17        | 0         | 3             | 0         | 0       | -3      | 6              |
| SNK Evropští demokraté                               | 2                 | 10        | 0         | 2             | -         | 0       | -2      | 2              |
| Nestraníci                                           | 1                 | 1         | 0         | 1             | -         | 0       | -1      | 0              |
| Hnutí nezávislých za harmonický rozvoj obcí a měst   | 1                 | 1         | 0         | 0             | -         | 0       | -1      | 0              |
| Liberální reformní strana                            | 1                 | 1         | 0         | 0             | -         | 0       | -1      | 0              |
| Unie svobody - Demokratická unie                     | 1                 | 7         | 0         | 0             | -         | 0       | -1      | 0              |
| Strana zelených                                      | 0                 | 19        | 0         | 0             | -         | 0       | -       | 2              |
| Strana důstojného života                             | 0                 | 15        | 0         | 0             | -         | 0       | -       | 0              |
| NEZÁVISLÍ DEMOKRATÉ                                  | 0                 | 6         | 0         | 0             | -         | 0       | -       | 0              |
| Strana pro otevřenou společnost                      | 0                 | 5         | 0         | 0             | -         | 0       | -       | 1              |
| Česká strana národně socialistická 1)                | 0                 | 5         | 0         | 0             | -         | 0       | -       | 0              |
| Strana zdravého rozumu 1)                            | 0                 | 5         | 0         | 0             | -         | 0       | -       | 0              |
| NEZÁVISLÍ                                            | 0                 | 3         | 0         | 0             | -         | 0       | -       | 1              |
| Strana občanské sebeobrany                           | 0                 | 3         | 0         | 0             | -         | 0       | -       | 0              |
| Nezávislí starostové pro kraj                        | 0                 | 2         | 0         | 0             | -         | 0       | -       | 1              |
| Právo a spravedlnost                                 | 0                 | 2         | 0         | 0             | -         | 0       | -       | 0              |
| Klub angažovaných nestraníků                         | 0                 | 2         | 0         | 0             | -         | 0       | -       | 0              |
| Věci veřejné                                         | 0                 | 2         | 0         | 0             | -         | 0       | -       | 0              |
| Hnutí na podporu dobr. hasičů a dalších dobrovolníků | 0                 | 2         | 0         | 0             | -         | 0       | -       | 0              |
| Severočeši.cz                                        | 0                 | 2         | 0         | 0             | -         | 0       | -       | 0              |
| Dělnická strana                                      | 0                 | 1         | 0         | 0             | -         | 0       | -       | 0              |
| Koruna Česká (monarchistická strana)                 | 0                 | 1         | 0         | 0             | -         | 0       | -       | 0              |
| Pravý Blok 2)                                        | 0                 | 1         | 0         | 0             | -         | 0       | -       | 0              |
| Sdružení nestraníků                                  | 0                 | 1         | 0         | 0             | -         | 0       | -       | 0              |
| Politika 21                                          | 0                 | 1         | 0         | 0             | -         | 0       | -       | 0              |
| Cesta změny                                          | 1                 | -         | -         | -             | -         | 0       | -       | 0              |
| celkem                                               | 27                | 196       | 1         | 52            | 26        | 27      | -       | 81             |

Poznámky: 

1) Česká strana národně socialistická a Strana zdravého rozumu vystupují v některých obvodech v rámci společné koalice Národní socialisté a Rozumní (NS+SZR). V tabulce je proto uveden počet kandidátů dle dané strany podle zápisu v oficiálních seznamech, kde je uvedena navrhující strana. Například Jiří Stanislav, předseda ČSNS 2005 a kandidát v obvodě 54 (Znojmo), je uveden jako kandidát Strany zdravého rozumu .
2) Jediným kandidátem je Petr Cibulka (obvod 24, Praha 9) vystupující pod názvem Volte Pravý Blok - www.cibulka.cz

## Volební obvody

Volební obvody při volbách do Senátu

Volilo se ve volebních obvodech s čísly 3n+3, tedy ve volebních obvodech:
č. 3 – Cheb • č. 6 – Louny • č. 9 – Plzeň-město • č. 12 – Strakonice • č. 15 – Pelhřimov • č. 18 – Příbram • č. 21 – Praha 5 • č. 24 – Praha 9 • č. 27 – Praha 1 • č. 30 – Kladno • č. 33 – Děčín • č. 36 – Česká Lípa • č. 39 – Trutnov • č. 42 – Kolín • č. 45 – Hradec Králové • č. 48 – Rychnov nad Kněžnou • č. 51 – Žďár nad Sázavou • č. 54 – Znojmo • č. 57 – Vyškov • č. 60 – Brno-město • č. 63 – Přerov • č. 66 – Olomouc • č. 69 – Frýdek-Místek • č. 72 – Ostrava-město • č. 75 – Karviná • č. 78 – Zlín • č. 81 – Uherské Hradiště